# Percy Mayow Ryves
Percy Mayow Ryves (Staffordshire, 4 settembre 1881 – 27 febbraio 1956) è stato un astronomo amatoriale britannico.

## Biografia
Percy Mayow Ryves è nato nel villaggio di Tean (contea dello Staffordshire) il 4 settembre 1881. I suoi genitori erano George Thomas Ryves M. A. e Georgiana Harriet Anne Courtenay. Percy ebbe cinque fratelli: Reginald Arthur, George Bernard, Miriam Georgiana, Evangeline Esther e Constance.
Fu membro della British Astronomical Association per ben 57 anni, dal 1899 al 1956, divenendo direttore della sezione Marte per 14 anni e della AAVSO con cui collaborò con la sigla RPM.

## Attività astronomica
Durante la sua lunga attività osservativa, in parte svoltasi in Spagna, si occupò di differenti tipi di oggetti celesti ma essenzialmente fu un osservatore di stelle variabili. Tra i vari tipi di oggetti osservati da Ryves sono da annoverare: la ricerca di Vulcano, un ipotetico pianeta intramercuriano, l'osservazione di sciami meteorici come le Quadrantidi del 2 gennaio 1909 e le Draconidi del 9 ottobre 1933, dei pianeti Giove e Marte, di comete come la C/1902 R1 Perrine e la 1P/Halley nel 1910, di eclissi solari come quella del 30 agosto 1905.
Ma Ryves fu soprattutto un osservatore di stelle variabili: in tale ambito si interessò tra l'altro di nove come quella apparsa nel 1901 nel Perseo, quella apparsa nel 1920 nel Cigno e quella apparsa nel 1934 nell'Ercole. Nel database della sezione Stelle variabili della BAA risultano 5.352 stime di luminosità, nel database dell'AAVSO sono registrate 667 misure. Nel 1936 Ryves in un documento inviato alla Royal Astronomical Society affermò di aver effettuato 35.000 stime di magnitudine dalla Spagna.
La mattina del 10 agosto 1931 scoprì visualmente da Saragozza (Spagna), la cometa non periodica C/1931 P1 Ryves mentre cercava di osservare la nova nana U Geminorum. La scoperta di questa cometa è stato un caso di serendipità avvenuta in condizioni estremamente difficili in quanto la cometa, di 5a magnitudine apparente, era immersa nella luce dell'aurora a soli 23° dal Sole e a soli 5° sull'orizzonte: Ryves riuscì a riosservarla il 12 ed il 13 agosto confermandola.

## Riconoscimenti
- Nel 1931 ha ricevuto la 139° Medaglia Donohoe[4] della Società astronomica del Pacifico.
- Nel 1938 gli è stata assegnata la Medaglia Jackson-Gwilt della Royal Astronomical Society.
- Nel 1955 ha ricevuto il Walter Goodacre award[5] della British Astronomical Association.